# Dato Barbakadse
Dato Barbakadse (georgisch დათო ბარბაქაძე; * 7. Februar 1966 in Tiflis) ist ein georgischer Schriftsteller, Übersetzer und Herausgeber.

## Leben
Dato Barbakadse absolvierte bis 1984 eine Schlosserlehre und leistete 1985–1987 seinen zweijährigen Militärdienst in der Sowjetischen Armee ab. 1991 beendete er sein Diplomstudium der Philosophie an der Staatlichen Universität Tiflis. Von 1992 bis 1994 setzte er sein Studium am Lehrstuhl für Soziologie fort (Aspirantur). Er entschied sich dann für eine schriftstellerische Laufbahn und brach seine wissenschaftliche Karriere ab. Er wurde später trotzdem an der Staatlichen Universität Tiflis mit der Dissertation „Deutschsprachige Erfahrung des Dialogs zwischen Philosophie und Poesie (von der Weimarer Klassik bis zur Wiener Moderne)“ zum Ph. D. promoviert.
In den Jahren von 1991 bis 1993 gründete und organisierte er die literarische Videozeitschrift Zeitschrift von Dato Barbakadse. Dabei entstanden zwölf Videohefte. 1994 wurde er Gründer und Herausgeber der Literaturzeitschrift Polilogi. Von ihr erschienen vier Hefte. 1996 startete er die neue Literaturzeitschrift ± Literatura, von der er vier Hefte herausgab. Von 1991 bis 2001 hielt Barbakadse Vorlesungen ab an verschiedenen Hochschulen in Tiflis (Dozenturen für Geschichte der Philosophie). Von 1996 bis 2001 war er Lehrer für Logik an der Tifliser Geistlichen Akademie und dem Priesterseminar. Von 1997 bis 2001 arbeitete er als psychologischer Berater an einem psycho-sozialen Hilfezentrum in Tiflis.
In den Jahren von 2002 bis 2005 lebte Barbakadse als freier Schriftsteller in Deutschland. Nebenbei studierte er Philosophie, Soziologie und Alte Geschichte an der Westfälischen Wilhelms-Universität in Münster. 2005 gründete er in Tiflis das Buchreiheprojekt Österreichische Lyrik des 20. Jahrhunderts und übernahm darin die Leitung. Er ist seit 2002 Mitglied der Münsteraner „Autorengruppe MS-Lyrik“. Er ist außerdem Mitglied der Europäischen Autorenvereinigung Die Kogge (seit 2007) und des Österreichischen P.E.N.-Clubs (seit 2014).
Dato Barbakadse lebt und arbeitet in Tiflis.

## Werk
Trotz aller Anerkennung durch die Literaturkritik bleibt Barbakadse ein Außenseiter in der georgischen Literatur. Die theoretischen Voraussetzungen, die dem Verfahren von Barbakadse zugrunde liegen, problematisieren die derzeitige Lage der Dichtung – nicht nur in Georgien. Barbakadse betrachtet die Poesie als ein Schicksal, welches das Leben eines Menschen wesentlich bestimmt und ihn ein unkonventionelles Leben führen lässt. Alle Literatur, die übrig also außerhalb des Geistes der Poesie bleibt, ist kreatives Schreiben und nichts anderes. Das Schema dieser Unterteilung gilt unterschiedslos in jedem Jahrhundert, ganz unabhängig von irgendwelchen sozial-kulturellen Kontexten. Den Vorwurf, seine Position sei radikal, weist Barbakadse zurück, vielmehr betrachtet er sein Verfahren als die adäquate Reaktion eines dem Geist der Poesie treu gebliebenen Dichters auf die zunehmend radikale Entwicklung der Realität, die immer stärker zur Aufgabe des Willens zur Freiheit tendiert. In der Dichtung von Barbakadse wird das System der zwischenmenschlichen Kommunikationen als Praxis der sich behauptenden, aggressiven Beziehungen verstanden. Sein poetisches Wirken und Bewusstsein hält er hingegen für die Reduzierung der pragmatisch gezielten Energie. Der Gegenstand seiner Observation ist der Zustand des menschlichen Bewusstseins gerade in diesem existenziellen Abschnitt: Im Prozess der allmählichen Befreiung von der offensiven Einstellung zu den Dingen, Erscheinungen, anderen Menschen, dem Absoluten, der Natur. Zum direkten Subjekt der unmittelbaren Observation macht er seine eigene Existenz. In den literarischen Texten von Barbakadse werden die Alltagssituationen durch die Anwendung der klassischen metaphysischen Denkmodelle betrachtet und eine besondere Aufmerksamkeit wird der Bewegung des menschlichen Geistes zu den sog. höheren Problemen – ewigen Fragen und Antworten im Prozess der bewussten oder zufälligen Berührung – geschenkt. Ins Zentrum der Aufmerksamkeit des lyrischen Ich geraten die Änderungen, die durch diese Berührungen entstehen. Die subjektive poetische Mythologie von Barbakadse distanziert erotisches und sexuelles Bewusstsein voneinander: Es besteht die ursprüngliche Sprache – die Sprache des Gottes (oder der Götter), die in die materielle Welt nur nach riesengroßen, wesentlichen Verlusten gelangt; die Sprache der Menschheit stellt aber von der Erotik bis auf den Sex herabgefallene, nur auf der sozialen Notwendigkeit und biologischen Gesetzmäßigkeit gebaute Sprache dar, der die erotische Freude fehlt. Die Poesie ist imstande, die grammatisch-sexuelle Dimension (laut dem Fachausdruck von Barbakadse) zu spalten und in die erotische Urzeit zu gelangen. Das Gedächtnis der Poesie kann sich an das Urwort erinnern, das die menschliche Seele mit der Welt der erotischen Erfahrung verbindet.

## Werke (in georgischer Sprache)

### Gedichtbände
- Sprechen wir dem Herbst unser Beileid aus (მივუსამძიმროთ შემოდგომას). Tiflis 1991.
- Sehnsucht nach Logik (ლოგიკის მონატრება). Tiflis 1993, ISBN 99928-0-264-2.
- Die Fragestellung (საკითხის დასმა). Tiflis 1994, ISBN 99928-0-265-0.
- Eine Minute oder ein Leben vor der Abreise (გამგზავრებამდე ერთი წუთით ან ერთი სიცოცხლით ადრე). Tiflis 1994, ISBN 99928-0-239-1.
- Der Dachdecker (მხურავი). Tiflis 1995, ISBN 99928-0-240-5.
- Negation der Summierung (შეჯამების უარყოფა). Tiflis 1999, ISBN 99928-0-013-5.
- Wesentliche Züge (არსებითი სვლები). Tiflis 2001, ISBN 99928-0-125-5.
- Gesänge des Seeufers (ტბის სანაპიროს სიმღერები). Tiflis 2004, ISBN 99940-29-43-6.
- ars poetica. Chiffrierte Ausgabe. Tiflis 2010, ISBN 978-9941-9115-4-5.
- Zur Verteidigung des Gedächtnisses (მეხსიერების დასაცავად). Chiffrierte Ausgabe. Tiflis 2013, ISBN 978-9941-0-5981-0.
- Von einem problematischen Licht (პრობლემური სინათლის გამო). Chiffrierte Ausgabe. Tiflis 2015, ISBN 978-9941-0-8056-2.
- Das Fenster (სარკმელი). Chiffrierte Ausgabe. Tiflis 2016, ISBN 978-9941-0-8444-7.
- Skeptische Etüden (სკეპტიკური ეტიუდები). Chiffrierte Ausgabe. Tiflis 2019, ISBN 978-9941-8-0992-7.
- Und so weiter (და ასე შემდეგ). Sieben Haikukränze. Tiflis 2019, ISBN 978-9941-8-1470-9.
- Was für ein guter Tag, Abenteuer zu suchen (სათავგადასავლოდ რა კარგი დღეა). Chiffrierte Ausgabe. Tiflis 2022, ISBN 978-9941-8-4471-3.
- Grüner Tee (მწვანე ჩაი). Tiflis 2023, ISBN 978-9941-8-5201-5.
- Erfolgloser Fischer (წარუმატებელი მეთევზე). Chiffrierte Ausgabe. Tiflis 2023, ISBN 978-9941-8-5891-8.

### Prosa
- Die Mutation (მუტაცია). Roman. Tiflis 1993.
- Achilles’ zweite Ferse (აქილევსის მეორე ქუსლი). Roman. Tiflis 2000, ISBN 99928-0-042-9.

### Essays und Fachliteratur
- Poesie und Politik (პოეზია და პოლიტიკა). Tiflis 1992.
- Begegnende Hindernisse (შემხვედრი წინააღმდეგობები). Tiflis 1994.
- Fragen und soziale Umgebung (კითხვები და სოციალური გარემო). Tiflis 2000, ISBN 99928-0-041-0.
- Fragmentarium I. Tiflis 2006, ISBN 978-99940-0-982-4.
- Fragmentarium II, III. Tiflis 2008, ISBN 978-9941-0-0381-3.
- Fragmentarium IV. Tiflis 2011, ISBN 978-9941-0-3279-0.
- Fragmentarium V, VI, VII. Tiflis 2013, ISBN 978-9941-0-5264-4.
- Fragmentarium I-VII. Tiflis 2013, ISBN 978-9941-0-5306-1.
- Fragmentarium VIII. Tiflis 2015, ISBN 978-9941-0-7444-8.
- Skizzen über die deutschsprachige Poesie des XX. Jahrhunderts. Tiflis 2015, ISBN 978-9941-0-7527-8.
- Deutschsprachige Erfahrung des Dialogs zwischen Philosophie und Poesie. Tiflis 2023, ISBN 978-9941-8-5446-0.

### Tagebücher
- Tagebücher 2008–2018 (დღიურები 2008–2018). Chiffrierte Ausgabe. Tiflis 2020, ISBN 978-9941-8-2086-1.
- Tagebücher 2019–2023 (დღიურები 2019–2023). Chiffrierte Ausgabe. Tiflis 2024, ISBN 978-9941-8-6116-1.

### Briefwechselliteratur
- D/D (დ/დ). Tiflis 2006, ISBN 99940-67-99-0.
- Nicht realisch (არარეალურად). Tiflis 2010, ISBN 978-9941-0-2442-9.
- Fortsetzung (გაგრძელება). Tiflis 2012, ISBN 978-9941-0-3977-5.

### Übersetzung
- Aus der deutschsprachigen Poesie des 20. Jahrhunderts. Tiflis 1992.
- Muster der europäischen und amerikanischen Poesie. Band I. Tiflis 1992.
- Muster der europäischen und amerikanischen Poesie. Band II. Tiflis 1993.
- Muster der europäischen und amerikanischen Poesie. Band III. Tiflis 2000, ISBN 99928-0-091-7.
- Hans Arp: Gedichte. Tiflis 1992.
- Georg Trakl: Gedichte. Tiflis 1999.
- Paul Celan: Gedichte. Tiflis 2001.
- Hans Magnus Enzensberger: Gedichte. Tiflis 2002, ISBN 99928-0-453-X.
- Brita Steinwendtner: Rote Lackn. Roman. Tiflis 2005, ISBN 99940-29-75-4.
- Hans Magnus Enzensberger: Gedichte aus der Sammlung Landessprache. Tiflis 2007, ISBN 978-99940-0-803-2.
- Amerikanische Dichter des 20. Jahrhunderts. Tiflis 2008.
- Marianne Gruber: Ich weiß nicht, ob wir sind. Gedichte. Tiflis 2008. ISBN 978-9941-12-258-2.
- Ernst Meister: Gedichte. Tiflis 2009. ISBN 978-9941-9048-5-1.
- Durch unterschiedliche Umstände entstandene Übersetzungen aus den Jahren 1989–2010. Tiflis 2011, ISBN 978-9941-0-3278-3.
- Banesh Hoffmann: Albert Einstein. Schöpfer und Rebell. Tiflis 2012, ISBN 978-9941-9221-9-0.
- Wladimir Pack, Andrej Baranjuk: Robert Fischer. Eine Biographie. Tiflis 2012, ISBN 978-9941-9239-8-2.
- Aus der deutschsprachigen Poesie des XX. Jahrhunderts. Tiflis 2012, ISBN 978-9941-0-4450-2.
- Hans Magnus Enzensberger: Verteidigung der Wölfe gegen die Lämmer. Gedichte. Tiflis 2013, ISBN 978-9941-0-5212-5.
- Ernst Meister: Einfache Schöpfung. Gedichte. Tiflis 2013, ISBN 978-9941-0-5214-9.
- Georg Trakl: De Profundis. Ausgewählte Gedichte. Gedichte aus dem Nachlass. Tiflis 2014, ISBN 978-9941-0-6959-8.
- Michael Guttenbrunner: Heilige Pause. Gedichte. Tiflis 2015, ISBN 978-9941-0-7368-7.
- Wilhelm Szabo: Gleichzeitigkeit. Gedichte. Tiflis 2015, ISBN 978-9941-0-7369-4.
- Günter Eich: Botschaften des Regens. Gedichte. Tiflis 2015, ISBN 978-9941-0-7651-0.
- Norbert Bolz: Wer hat Angst vor der Philosophie? Ein Essay. Tiflis 2016, ISBN 978-9941-9469-5-0.
- Das Geheimnis der Perle. Jesidische sakrale Poesie. Tiflis 2017, ISBN 978-9941-26-028-5.
- Übersetzungen 2014–2017. Tiflis 2018, ISBN 978-9941-27-781-8.
- Helmuth A. Niederle: Ein heiliger Fluß. Gedichte. Tiflis 2018, ISBN 978-9941-8-0148-8.
- Nikolaus Lenau: Die Ferne. Gedichte. Tiflis 2018, ISBN 978-9941-26-339-2.
- Ilse Aichinger: Verschenkter Rat. Gedichte. Tiflis 2019, ISBN 978-9941-26-608-9.
- Friedrich Hebbel: Die Nibelungen. Der gehörnte Siegfried. Siegfrieds Tod. Tiflis 2020, ISBN 978-9941-26-686-7.
- Friedrich Nietzsche: Dionysos-Dithyramben. Tiflis 2021, ISBN 978-9941-8-3222-2.
- Übersetzungen 2018–2021. Tiflis 2021, ISBN 978-9941-8-3652-7.
- Was Worte heraufrufen... Marburger Autoren und Autorinnen. Tiflis 2021, ISBN 978-9941-33-040-7.
- Rudolf Henz: Der Väter Sündenfall. Gedichte. Tiflis 2022, ISBN 978-9941-33-354-5.
- Heimito von Doderer: Gassen und Landschaft. Gedichte. Tiflis 2023. ISBN 978-9941-33-511-2.
- Friedrich Hebbel: Die Nibelungen. Kriemhilds Rache. Tiflis 2024, ISBN 978-9941-33-834-2.
- Übersetzungen 2022–2024. Tiflis 2024, ISBN 978-9941-8-7096-5.
- Kurt Schwitters: An Anna Blume und andere Gedichte. Gedichte. Tiflis 2025, ISBN 978-9941-33-965-3.
- Andreas Okopenko: Grüne Melodie. Gedichte. Tiflis 2025, ISBN 978-9941-33-975-2.
- Walter Bauer: Es gibt zu wenig Poesie. Gedichte. Tiflis 2025, ISBN 978-9941-33-981-3.

### Sammelbände
- Gedichte 1984–2004 (ლექსები 1984–2004). Tiflis 2008, ISBN 978-9941-0-0347-9.
- Kurzprosa 1990–2010 (მცირე პროზა 1990–2010). Tiflis 2010, ISBN 978-9941-0-2441-2.
- Fragmentarium I-VIII. Tiflis 2018, ISBN 978-9941-26-319-4.
- Die Unmöglichkeit des Wortes. Essays und Aufzeichnungen (სიტყვის შეუძლებლობა. ესსეები და ჩანაწერები). Tiflis 2023, ISBN 978-9941-8-6115-4.
- Die Möglichkeit der Harmonie. Poesie 2005–2023 (ჰარმონიის შესაძლებლობა. პოეზია 2005–2023). Teilweise chiffrierte Ausgabe. Tiflis 2023, ISBN 978-9941-8-6064-5.

### Gesammelte Werke
- Ergebnisse (შედეგები). Band I. Mertskuli Verlag, Tiflis 2014. ISBN 978-9941-0-7002-0.
- Ergebnisse (შედეგები). Band II. Mertskuli Verlag, Tiflis 2014. ISBN 978-9941-0-7003-7.
- Ergebnisse (შედეგები). Band III. Mertskuli Verlag, Tiflis 2014. ISBN 978-9941-0-7004-4.
- Ergebnisse (შედეგები). Band IV. Mertskuli Verlag, Tiflis 2018. ISBN 978-9941-8-0757-2.
- Ergebnisse (შედეგები). Band V. Mertskuli Verlag, Tiflis 2014. ISBN 978-9941-0-7113-3.
- Ergebnisse (შედეგები). Band VI. Mertskuli Verlag, Tiflis 2014. ISBN 978-9941-0-7027-3.
- Ergebnisse (შედეგები). Band VII. Mertskuli Verlag, Tiflis 2019. ISBN 978-9941-8-0993-4.
- Ergebnisse (შედეგები). Band VIII. Mertskuli Verlag, Tiflis 2014. ISBN 978-9941-0-7114-0.
- Ergebnisse (შედეგები). Band IX. Mertskuli Verlag, Tiflis 2014. ISBN 978-9941-0-7115-7.

## Fremdsprachige Buchausgaben

### Deutsch
- Das Dreieck der Kraniche. Gedichte. Deutsch von Steffi Chotiwari-Jünger, Pop Verlag, Ludwigsburg 2007, ISBN 978-3-937139-38-8.
- Die Poetik der folgenden Sekunde. Poesie und Prosa. Deutsch von Steffi Chotiwari-Jünger und Artschil Chotiwari, Drava, Klagenfurt, Celovec 2008, ISBN 978-3-85435-557-1.
- Wesentliche Züge und zwölf andere Gedichte. Deutsch von Steffi Chotiwari-Jünger und Benedikt Ledebur, Mischwesen, Neuberg 2010, ISBN 3-938313-11-0.
- Die Leidenschaft der Märtyrer. Deutsch von Steffi Chotiwari-Jünger und Artschil Chotiwari, SuKulTur, Berlin 2012, ISBN 978-3-941592-35-3.
- Die Unmöglichkeit des Wortes. Theoretische Manifestationen. Deutsch von Manana Paitschadse und Maja Lisowski, Pop Verlag, Ludwigsburg 2016, ISBN 978-3-86356-177-2.
- Meditation über den gefallenen Baum. Gedichte. Deutsch von Steffi Chotiwari-Jünger, Crauss und Benedikt Ledebur, Löcker, Wien 2016. ISBN 978-3-85409-766-2.
- Das Gebet und andere Gedichte. Deutsch von Maja Lisowski, Pop Verlag, Ludwigsburg 2018, ISBN 978-3-86356-220-5.
- Wenn das Lied sich vom ermüdeten Körper befreit. Gedichte. Pop Verlag, Ludwigsburg 2018, ISBN 978-3-86356-241-0.
- Und so weiter. Sieben Haiku-Kränze. Deutsch von Maja Lisowski. Nachdichtung von Theo Breuer. Pop Verlag, Ludwigsburg 2021, ISBN 978-3-86356-322-6.
- Alfred Kubin in Tiflis. In deutscher Sprache geschriebene Gedichte. Exklusive Ausgabe. Marburg 2022, ISBN 978-9941-8-4926-8.
- Was für ein guter Tag, Abenteuer zu suchen. Deutsch vom Autor. Literarische Bearbeitung von Peter Gehrisch. Pop Verlag, Ludwigsburg 2024, ISBN 978-3-86356-390-5.

### Englisch
- Still Life With Snow and Other Poems. Bedouin Books, Port Townsend 2014, ISBN 978-0-9832987-9-3.
- Passion of the Martyrs. Universali Publishing House, Tbilisi, Seattle 2017, ISBN 978-9941-22-970-1.

### Russisch
- Разное. Поэзия, проза, эссе. Издательство Мерцкули, Тбилиси 2016, ISBN 978-9941-0-8749-3.

## Beiträge in Anthologien (Auswahl)
- Der Jaguar im Spiegel. (Hrsg. Ch. Ueckert, M. Chobot). Pop Verlag, Ludwigsburg 2010. ISBN 978-3-937139-93-7.
- Mir träumte meine Mutter wieder. (Hrsg. R. Rauchalles). Konkursbuch Verlag, 2011. ISBN 978-3-88769-700-6.
- Das Leben ist eine gefallene Braut. plattform Verlag, Perchtoldsdorf 2012. ISBN 978-3-9503295-3-7.
- Антология новой грузинской поэзии. (Сост. М. Амелин, Ш. Иаташвили). Издательство ОГИ, Москва 2014. ISBN 978-5-94282-693-2.
- Happiness: The Delight-Tree. (Edited by B. Weisbrot, E. Lara, D. A. Holnes). United Nations SRC Society of Writers 2015. ISBN 978-1-938599-72-9.
- Unser Europa. Kulturschaffende nehmen Stellung. (Hrsg. S. Dobesch, K. F. Svatek). Böhlau Verlag, Wien / Köln / Weimar 2019. ISBN 978-3-205-23288-9.
- Three Centuries – Three Poets. The Anthology of Georgian Poetry translated by Lyn Coffin. Adelaide Books. New York / Lisbon 2019. ISBN 978-1-951214-61-6.
- Anthologie de la poésie mondiale. (Sous la direction de Nicole Gdalia, Jean Portante, Sylvestre Clancier). Éditions Caractères, Paris 2021. ISBN 978-2-85446-656-0.
- diá logos. Dem freien Wort verpflichtet. (Hrsg. H. A. Niederle). Löcker Verlag, Wien 2023. ISBN 978-3-99098-147-4.
- Versópolis. Nueva poesía europea. (Selección y posfacio de Adalberto García López). Círculo de Poesía, México 2023. ISBN 9786079135812.
- Poesía Georgiana contemporánea. (Edición, Selección y Traducción: Lana Kalandia y Rodolfo Häsler). Huerga y Fierro Editores, Madrid 2023. ISBN 978-84-127777-7-2.

## Editionen (Buchausgaben, Zeitschriften und Zeitungen)

### Georgisch
- Maja Gogoladse: Literarische Meditationen. (Hrsg.), Tiflis 1998.
- Postmoderne als „solche“. Eine kleine Anthologie der Schlüsseltexte der Postmoderne-Debatten. (Auswahl und Hrsg.), Tiflis 1999.
- Bessik Adeischwili: Die letzte Lyrik.  Poesie, Essays, Übersetzungen. (Vorwort und Hrsg.), Tiflis 1999.
- Maja Gogoladse: Peter und Paul. Roman. (Hrsg.), Tiflis 2000, ISBN 99928-0-040-2.
- Uli Rothfuss: vom atmen der steine. Gedichte. (Hrsg.), Tiflis 2007, ISBN 978-99940-61-56-3.
- Manfred Chobot: vexier-landschaft. Gedichte. (Auswahl und Hrsg.), Tiflis 2009, ISBN 978-9941-9048-8-2.
- Uli Rothfuss: Auf der Spur des Glücks. Märchen. (Hrsg.), Tiflis 2009, ISBN 978-9941-9048-7-5.
- Dominik Irtenkauf: Briefe aus Georgien. (Nachwort und Hrsg.), Tiflis 2009, ISBN 978-9941-9048-6-8.
- Eine sehr rechtzeitige poetische Anthologie. (Vorwort, Auswahl und Hrsg.), Tiflis 2010, ISBN 978-9941-0-2506-8.
- Hadaa Sendoo: Mongolische Jurte. Gedichte. (Vorwort, Auswahl und Hrsg.), Tiflis 2010, ISBN 978-9941-9115-0-7.
- Benedikt Ledebur: Baukasten. Poesie, Essays. (Vorwort, Auswahl und Hrsg.), Tiflis 2011, ISBN 978-9941-0-3978-2.
- Hans Magnus Enzensberger: Poetisches und Theoretisches. (Vorwort, Auswahl und Hrsg.), Tiflis 2012, ISBN 978-9941-0-4148-8.
- Conrad Ferdinand Meyer: Erzählungen. (Auswahl und Hrsg.), Tiflis 2012, ISBN 978-9941-0-4600-1.
- Lyn Coffin: Ich bin beide. Gedichte. (Nachwort und Hrsg.), Tiflis 2012, ISBN 978-9941-0-4374-1.
- Charles Bukowski: Bemerkungen zur Poesie. Gedichte. (Auswahl und Mithrsg.), Tiflis 2012, ISBN 978-9941-0-4620-9.
- Ezra Pound: Entsendung. Gedichte. (Auswahl und Mithrsg.), Tiflis 2012, ISBN 978-9941-0-4921-7.
- Charles Olson: Gedichte. (Auswahl und Mithrsg.), Tiflis 2012, ISBN 978-9941-0-4920-0.
- Micheil Goguadse: Der blaue Spiegel. Gedichte. (Auswahl und Mithrsg.), Tiflis 2012, ISBN 978-9941-0-4854-8.
- Esma Oniani: Gedichte. (Auswahl und Mithrsg.), Tiflis 2012, ISBN 978-9941-0-5041-1.
- Badri Guguschwili: Fleischkönigin. Gedichte. (Auswahl und Mithrsg.), Tiflis 2013, ISBN 978-9941-0-5213-2.
- Friedrich Hölderlin: Der Rhein. Gedichte. (Auswahl und Mithrsg.), Tiflis 2013, ISBN 978-9941-0-5217-0.
- Ingeborg Bachmann: Von einem Land, einem Fluß und den Seen. Gedichte. (Auswahl und Mithrsg.), Tiflis 2013, ISBN 978-9941-0-5434-1.
- Uli Rothfuss: Tannenmörder. Erzählung. (Hrsg.), Tiflis 2013, ISBN 978-9941-22-174-3.
- Thomas Wolfe. Es führt kein Weg zurück. Einige Kapitel aus dem Roman. (Hrsg.), Tiflis 2015. ISBN 978-9941-0-7525-4.
- West-östliches Mosaik: Harald Gröhler, Erika Kronabitter, Tanikawa Shuntarō, Hadaa Sendoo. Gedichte. (Hrsg.), Tiflis 2015, ISBN 978-9941-0-7526-1.
- Lao Ma: Eine bestimmte Person. Kurzgeschichten. (Hrsg.), Tiflis 2015, ISBN 978-9941-22-586-4.
- Meier (Gao Chang Mey): Das Gewicht des Schwammes. Gedichte. (Hrsg.), Tiflis 2016, ISBN 978-9941-22-852-0.
- Gia Bugadse, Dominik Irtenkauf: Einführung in einen erwünschten Dialog. (Vorwort und Mithrsg.), Tiflis 2016, ISBN 978-9941-0-8834-6.
- Tian He: Die Blume der Pflaume. Gedichte. (Hrsg.), Tiflis 2017, ISBN 978-9941-26-029-2.
- Ludwig Legge: Lyrische Selbstanzeige. Gedichte. (Hrsg.), Tiflis 2017, ISBN 978-9941-26-054-4.
- Hadaa Sendoo: Langer mongolischer Ton. Gedichte. (Hrsg.), Tiflis 2017, ISBN 978-9941-26-134-3.
- Benedikt Ledebur: Windmühle. Sonettenkranz. (Hrsg.), Tiflis 2017, ISBN 978-9941-26-053-7.
- William Blake: Die Hochzeit von Himmel und Hölle. (Hrsg.), Tiflis 2017, ISBN 978-9941-26-132-9.
- Sam Hamill: Was das Wasser weiß. Gedichte. (Auswahl und Hrsg.), Tiflis 2017, ISBN 978-9941-26-133-6.
- Jeremias Gotthelf: Die schwarze Spinne. Erzählungen. (Auswahl), Tiflis 2017, ISBN 978-9941-26-137-4.
- Materialien für eine andere Anthologie georgischer Poesie. (Vorwort, Auswahl und Hrsg.), Tiflis 2018, ISBN 978-9941-27-780-1.
- Salome Barbakadse: Elius Antonios Wanderung durch die Planeten. Ein Abenteuerroman. (Hrsg. und Nachwort), Tiflis 2018, ISBN 978-9941-27-837-2.
- Robert Kelly: Postkarten aus der Unterwelt. Gedichte. (Hrsg.), Tiflis 2019, ISBN 978-9941-26-451-1.
- Jerome Rothenberg: Ein grausames Nirwana. Gedichte. (Hrsg.), Tiflis 2019, ISBN 978-9941-26-470-2.
- Clayton Eshleman: Hades in Mangan. Gedichte. (Hrsg.), Tiflis 2019, ISBN 978-9941-26-483-2.
- Irakli Qolbaia: Rhizom des Unwissens. Gedichte. (Hrsg.), Tiflis 2019, ISBN 978-9941-8-1512-6.
- Mosaik zeitgenössischer georgischer Volkspoesie. (Vorwort, Auswahl und Hrsg.), Tiflis 2019, ISBN 978-9941-8-1626-0.
- Lulu Dadiani: Der Umkreis des ganzen Wandelns... Übersetzungen 1997–2019. (Hrsg.), Tiflis 2019, ISBN 978-9941-26-547-1.
- Alejandra Pizarnik: In dieser Nacht, in dieser Welt. Gedichte. (Hrsg.), Tiflis 2019, ISBN 978-9941-26-643-0.
- Contra Contra Naturam. 12 georgische Übertragungen des Canto XLV von Ezra Pound. (Vorwort und Mithrsg.), Tiflis 2021, ISBN 978-9941-26-926-4.
- Ernst Jünger: In Stahlgewittern. Roman. (Nachwort und Hrsg.), Tiflis 2022, ISBN 978-9941-8-4437-9.
- Yan Zhi: Epitaph. Gedichte. (Hrsg.), Tiflis 2023, ISBN 978-9941-33-628-7.
- Multatuli: Max Havelaar oder Die Kaffeeversteigerungen der Niederländischen Handelsgesellschaft. Roman. (Hrsg.), Tiflis 2024, ISBN 978-9941-8-6561-9.
- Zeitschrift von Dato Barbakadse (დათო ბარბაქაძის ჟურნალი). Videozeitschrift für Literatur. NN1-12. (Begr. und Hrsg.), Tiflis 1991–1993.
- Polilogi (პოლილოგი). Zeitschrift für Literatur. NN1, 2, 3, 4, 1994. (Begr. und Hrsg.), Tiflis 1994.
- ± Literatura (± ლიტერატურა). Zeitung für Literatur. NN1, 2, 3, 4, 1996. (Begr. und Hrsg.), Tiflis 1996.
- Für jeden Fall (ყოველი შემთხვევისთვის). Zeitschrift für Poesie. NN1, 2. (Begr. und Hrsg.), Kvemo Matschkhaani / Kutaissi 2021–2022.
- Messame Gza (მესამე გზა). Zeitung für Literatur. N3, 1991. Französische Literatur. Mosaik. (Auswahl), Tiflis 1991.
- Messame Gza (მესამე გზა). Zeitung für Literatur. NN11-12, 1993. Deutsche Literatur. Mosaik. (Auswahl), Tiflis 1993.
- Kartuli Kultura (ქართული კულტურა). Zeitung für Kultur. N34, 1998. Französische Literatur. Mosaik. (Auswahl), Tiflis 1998.
- Tsiskari (ცისკარი). Zeitschrift für Literatur. N4, 1998. Postmoderne. Mosaik. (Auswahl), Tiflis 1998.
- Literatura (ლიტერატურა). Zeitschrift für Literatur. N31, 2009. Hans Magnus Enzensberger – 80. (Auswahl), Tiflis 2009.

### Das HerausgabeprojektÖsterreichische Lyrik des 20. Jahrhunderts
- Band I: Hugo von Hofmannsthal, Richard von Schaukal. Saari, Tiflis 2006, ISBN 99940-29-94-0.
- Band II: Georg Trakl. Saari, Tiflis 2006, ISBN 99940-29-95-9.
- Band III: Rainer Maria Rilke. Saari, Tiflis 2007, ISBN 978-99940-60-30-6.
- Band IV: Anton Wildgans, Albert Ehrenstein, Felix Braun. Saari, Tiflis 2007, ISBN 978-99940-60-31-3.
- Band V: Franz Werfel, Alexander Lernet-Holenia. Polylogi, Tiflis 2010, ISBN 978-9941-9048-4-4.
- Band VI: Josef Weinheber. Polylogi, Tiflis 2009, ISBN 978-9941-9048-3-7.
- Band VII: Alma Johanna Koenig, Paula von Preradović, Erika Mitterer. Polylogi, Tiflis 2010, ISBN 978-9941-9115-2-1.
- Band IX: Theodor Kramer, Ernst Waldinger, Wilhelm Szabo. Selbstverlag, Tiflis 2019, ISBN 978-9941-8-1138-8.
- Band XI: Paul Celan. Selbstverlag, Tiflis 2011, ISBN 978-9941-0-3978-2.
- Band XII: Ingeborg Bachmann. Polylogi, Tiflis 2010, ISBN 978-9941-9115-1-4.
- Band XIII: Christine Lavant, Christine Busta. Polylogi, Tiflis 2008, ISBN 978-9941-9048-4-4.
- Band XIV: Hans Carl Artmann. Polylogi, Tiflis 2008, ISBN 978-9941-9048-2-0.
- Band XV: Ilse Aichinger, Friederike Mayröcker.  Selbstverlag, Tiflis 2020, ISBN 978-9941-8-2325-1.

### Deutsch, Französisch, Englisch
- SALZ. Zeitschrift für Literatur. Heft 115 / März, 2004. Georgische Literatur. (Vorwort und Auswahl), Salzburg 2004.
- Angela Litschev: Eine rote Minute. Gedichte. (Vorwort), Mischwesen-Verlag, München & Neubiberg, 2005. ISBN 3-938313-04-8.
- Esma Oniani: Nichts ist keine Farbe. Gedichte und Gedanken über die Poesie. (Auswahl), Pop Verlag, Ludwigsburg, 2014. ISBN 978-3-86356-087-4.
- Tschola Lomtatidse: Die Beichte. Fünf Erzählungen. (Vorwort und Auswahl), Pop Verlag, Ludwigsburg, 2015. ISBN 978-3-86356-117-8.
- Jürgen Trinks (Hg.): Chancen und Schwierigkeiten des interkulturellen Dialogs über ästhetische Fragen. (Mithrsg.), Lit Verlag, Wien 2016. ISBN 978-3-643-50714-3.
- Schota Tschantladse: Manifest. Gedichte. Prosa. Aufzeichnungen. (Auswahl), Pop Verlag, Ludwigsburg, 2016. ISBN 978-3-86356-130-7.
- Badri Guguschwili: Der Tag des Menschen. Gedichte. (Auswahl), Pop Verlag, Ludwigsburg, 2016. ISBN 978-3-86356-138-3.
- Tamas Badsaghua: Letzte Station. Gedichte. (Auswahl), Löcker Verlag, Wien 2017. ISBN 978-3-85409-867-6.
- Guram Assatiani: So liebte man in Georgien. Essays. (Auswahl), Pop Verlag, Ludwigsburg, 2017. ISBN 978-3-86356-169-7.
- Mika Alexidse: Man spricht nicht über den Tod. Erzählungen. (Auswahl), Pop Verlag, Ludwigsburg, 2017. ISBN 978-3-86356-172-7.
- Goderdsi Tschocheli: Eine Krähe für zwei. Erzählungen. (Auswahl), Pop Verlag, Ludwigsburg, 2019. ISBN 978-3-86356-232-8.
- Egnate Ninoschwili: Der edle Ritter unseres Landes. Erzählungen. (Auswahl), Pop Verlag, Ludwigsburg, 2021. ISBN 978-3-86356-330-1.
- Lawrenti Ardasiani: Solomon Isakitsch Medschghanuaschwili. Roman. (Auswahl), Pop Verlag, Ludwigsburg, 2021. ISBN 978-3-86356-340-0.
- Niko Lortkipanidse: Das Herz. Erzählungen. (Auswahl), Pop Verlag, Ludwigsburg, 2021. ISBN 978-3-86356-349-3.
- Missives. Revue de la Société littéraire de la Poste et de France Télécom. N Spécial 1998. Georgische Literatur. (Vorwort). Paris 1998.
- International Poetry Review. Vol. XXXV, Spring 2009, Number 1. (Auswahl), Greensboro, 2009.